# Fontaine des Barres
La fontaine des Barres est une ancienne fontaine de Limoges, située dans le quartier historique du Château, dans le centre-ville.

## Histoire

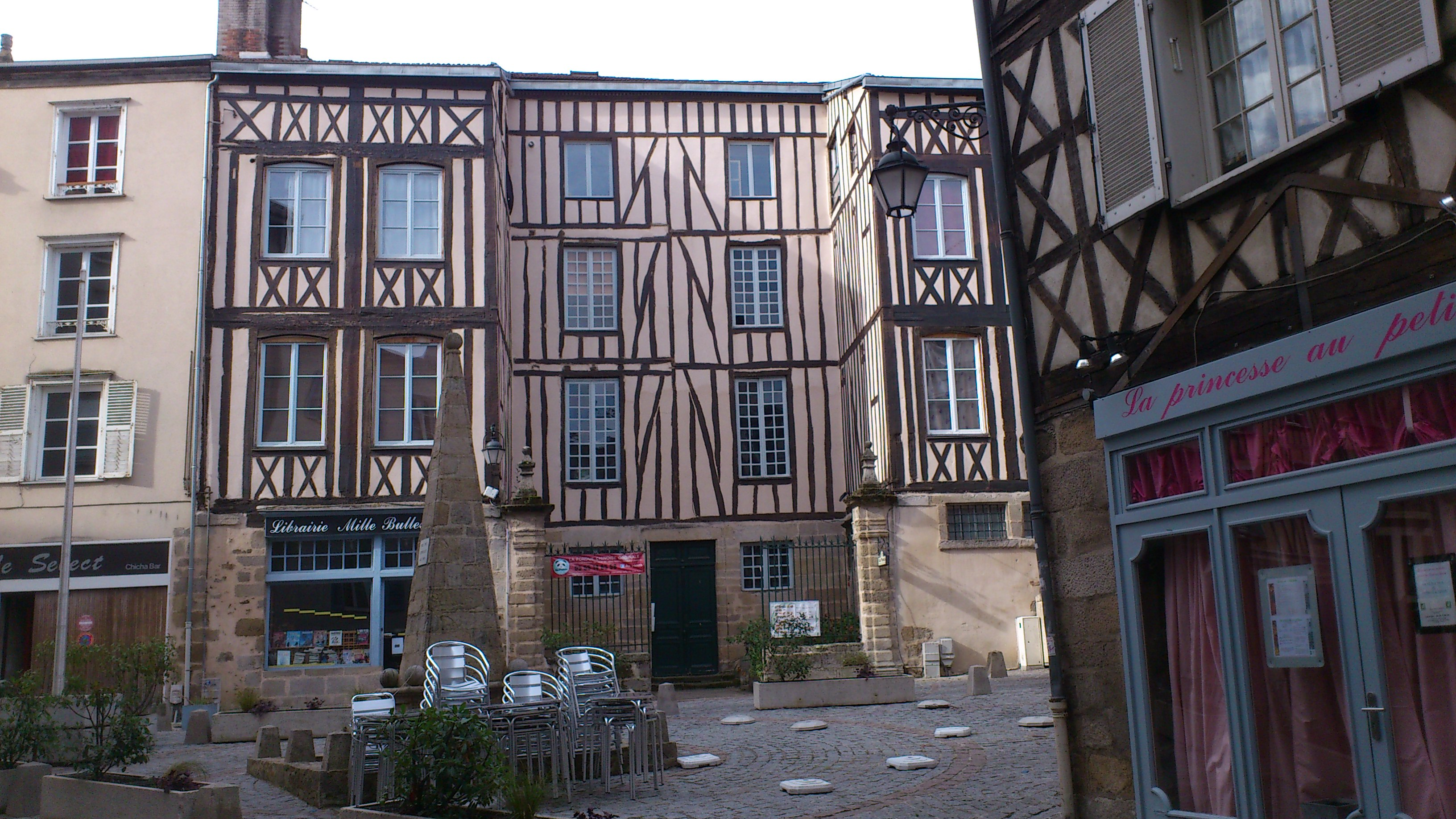
La place Fontaine des Barres.

Elle tient son nom du fait que la margelle du puits qui la précédait, puis le réservoir de ladite fontaine qui est installée en 1615, étaient recouverts d'un grillage destiné à éviter les chutes. 
Datée du XVIIe siècle, la pyramide de l'ancienne fontaine a été inscrite sur la liste des Monuments historiques en 1949.